# Aquiles Serdán (Michoacán)
Aquiles Serdán es una localidad del estado mexicano de Michoacán. Es parte del municipio de Zamora.

## Toponimia
El nombre de la localidad rinde homenaje a Aquiles Serdán, héroe de la Revolución mexicana.

## Demografía
| Gráfica de evolución demográfica |
|                                  |

| Censo | Población |
| ----- | --------- |
| 1900  | 496       |
| 1910  | 500       |
| 1921  | 644       |
| 1930  | 665       |
| 1940  | 859       |
| 1950  | 810       |
| 1960  | 947       |
| 1970  | 1340      |
| 1980  | 901       |
| 1990  | 1648      |
| 2000  | 1550      |
| 2010  | 1498      |
| 2020  | 1678      |